# 교와
교와(享和, きょうわ)는 일본의 연호(元号) 중 하나이다.
- 전후 : 간세이(寛政) 이후 - 분카(文化) 이전.
- 시기 : 1801년 ~ 1804년
- 천황 : 고카쿠 천황
- 쇼군 : 에도 막부의 도쿠가와 이에나리

## 개원(改元)
- 간세이 13년 2월 5일(1801년 3월 19일), 신유혁명에 해당해 개원.
- 교와 4년 2월 11일(1804년 3월 22일), 분카로 개원된다.

## 출전
『문선』의 「順乎天而享其運、応乎人而和其義」.

## 교와 시기에 일어난 일

### 죽음
- 원년
  - 모토오리 노리나가 (향년 71세)
  - 마에노 료타쿠 (향년 80세)

## 서력과의 대조표
| 교와 | 원년   | 2년    | 3년    | 4년    |
| ---- | ------ | ------ | ------ | ------ |
| 서력 | 1801년 | 1802년 | 1803년 | 1804년 |
| 간지 | 신유   | 임술   | 계해   | 갑자   |

## 같이 보기
- 일본의 연호 일람

| 이전 간세이 | 일본의 연호 1801년 ~ 1804년 | 다음 분카 |